# 侵入岩套

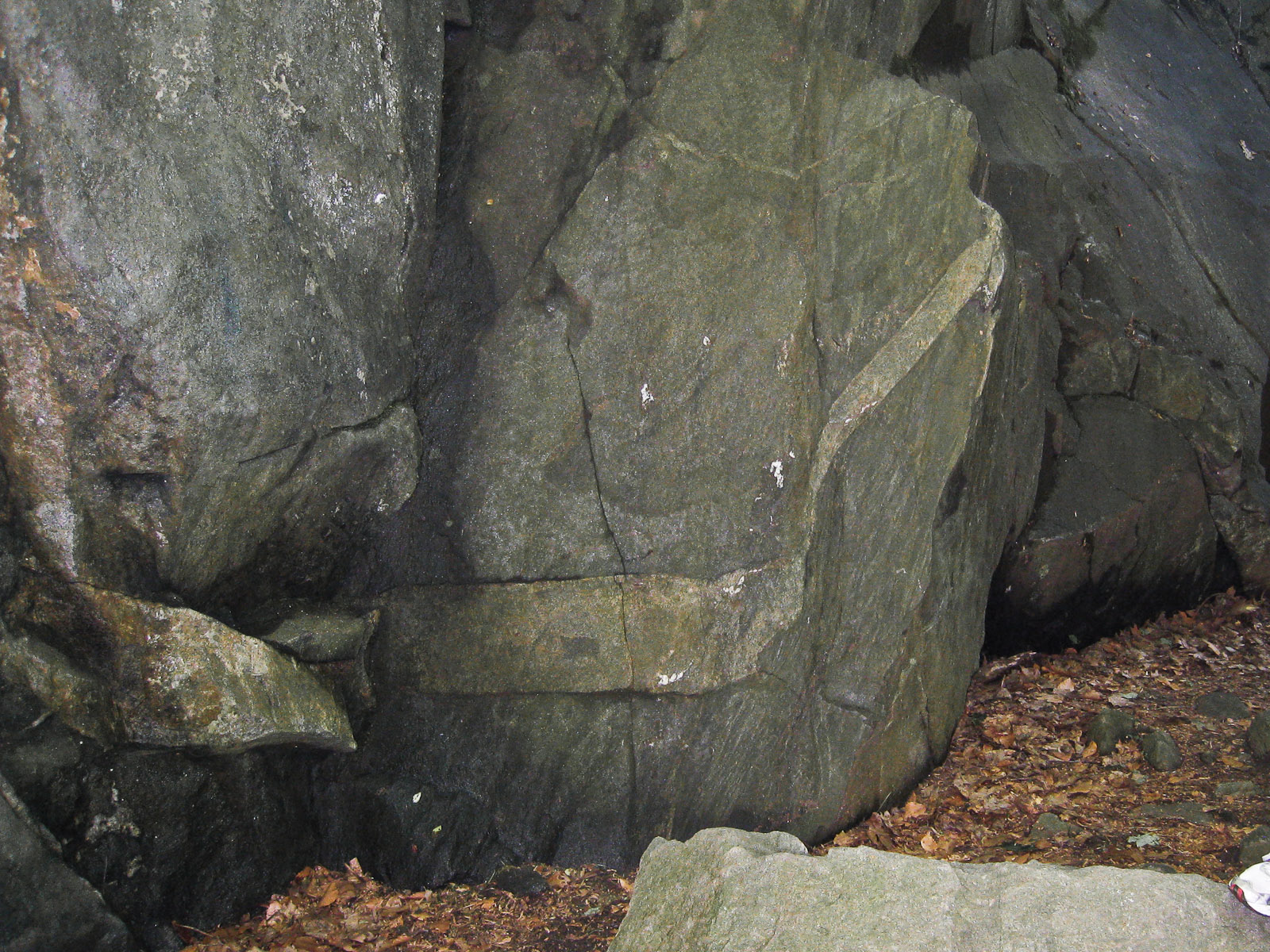
喬治城侵入岩套(Georgetown Intrusive Suite)，位於華盛頓特區蒙特羅斯公園邊界附近的岩溪公園馬薩諸塞大道以南的一個舊採石場.

侵入岩套（英語：Intrusive suite）是指從同一個岩漿活動而產生的深成岩。因此它們在時間和空間的分佈是相關的。
深成岩是指岩漿在地表下，經由緩慢冷卻而結晶形成的火成岩， 它具有各種的形狀和組合物。例如紐約和新澤西的帕利塞德岩床、猶他州的亨利山脈、南非布什維爾德複雜火成岩、新墨西哥州希普羅克、蘇格蘭Ardnamurchan侵入岩、和加州內華達岩磐。
被岩漿侵入的一般圍岩是好的絕緣體，所以岩漿冷卻極其緩慢，形成的火成岩是粗粒度礦物晶體（phaneritic）。侵入火成岩通常按其礦物質含量分類。主要為石英，鹼性長石，斜長石，和似长石 等礦物。

## 分類

基本侵入岩種類: 1. 岩蓋, 2. 小 岩脈, 3. 岩磐, 4. 岩脈, 5. 岩床, 6. 火山管, 7. 岩盆.

侵入火成岩大致分為整合和不整合兩種； 前者為與圍岩層理或構造平行，後者則與相交。然後再它們根據它們大小、形狀和來源方式進一步分類 。侵入岩石組是指在同一時間和空間上的侵入火成岩。它們借由同一岩漿來源  。

### 不整合侵入火成岩
岩脈
岩脈是一種板片狀的不整合侵入體。 不易被侵蝕，因此它們在地形上常脫穎而出成為天然牆壁。它們的厚度從毫米到超過 300 米不等，面積可以達到 12,000 平方公里。組成上也有很大差異。通常岩脈的形成是岩漿充填在圍岩中的裂隙時冷卻而成。裂隙也因爲高壓岩漿的侵入而擴張。岩脈在地殼擴張地區形成最多。 
環形岩脈和錐型岩板
環形岩脈 和錐型岩板是具有特殊形式的堤壩，與陷落火山口的形成有關。
火山頸
火山頸是被侵蝕而暴露的輸送岩漿管道。通常是圓柱形的，在深處通常變成橢圓形甚至丁香葉形。火山頸常有輻射狀岩脈，這表明火山頸是在岩漿通道受阻最少的交匯處形成。
火山管和角礫岩管是由爆炸性噴發形成的管狀角礫岩體。火山管（英語：diatreme），有時被稱為maar-diatreme火山，是由氣體爆炸形成的火山通道。 當岩漿通過地殼裂縫上升並與淺層地下水接觸時，會造成熾熱的水蒸氣，它和火山氣體一起的快速膨脹，引起一系列爆炸。 而留下了一個相對較淺的低平火山口（maar)。原來地殼裂縫的通道也最後被岩石充滿。當火山管 突破地表時，一般形成陡峭的倒錐形火山錐。火山管一詞亦可指，由爆炸或靜水壓力造成的，任何由破碎岩石形成的凹形體。無論它是否與火山作用有關，這個詞來自古希臘語。角礫岩管，也稱為煙囪，是由角礫岩，組成的的圓柱狀岩體或不規則岩體。在地表面時，角礫岩管看起來像一個鐵染的旋鈕，直徑從幾英尺到幾百英尺不等。 角礫岩管被矽化程度不一。 它們通常由母岩（周圍岩層碎片）被二氧化矽膠結組成。膠結物也可能是母岩的岩粉。角礫岩管通常是礦石沉積的宿主，尤其是銅和鈾礦。它們很容易被氧化，由於它們的多孔性，氧化作用可遠達地表的深度。 未出露地球表面的角礫岩管被稱為“盲管”。
岩冠（英語：Stock(geology)）在地質學中，是指露出地表小於 100 平方公里（40 平方英里）的侵入火成岩。它與岩磐成因相似但比岩磐規模小。岩冠與其侵入的岩石之間的接觸是不整合面。 許多岩冠是埋在地下岩磐的的露出的圓頂。。圓形或橢圓形的岩冠可能是火山栓的頂 。Boss是指小岩冠。
岩磐是一種不整合不侵入火成岩，暴露于地表面積超過 100 平方公里。它們的底部很少暴露在地表。例如，秘魯的海岸岩磐
長 1,100 公里（680 英里），寬 50 公里（31 英里）。它們通常由富含二氧化矽的岩漿形成，很少含輝長岩或其他富含鎂鐵質礦物的岩石但一些岩磐幾乎完全由斜長岩組成。

### 整合侵入火成岩
岩床是一種板狀的一致侵入體，通常平行於沉積層面。 除此外它類似於岩脈。岩床大多數是鎂鐵質成分，二氧化矽含量相對較低，因而低粘也低，這利於它們穿入沉積層面.
岩蓋（ 是一種具有平底和圓頂狀的侵入體。 通常形成於淺層，小於 3 公里（1.9 英里），在地殼壓縮區域較多岩磐是一種不整合不侵入火成岩，暴露于地表面積超過 100 平方公里。它們的底部很少暴露在地表。例如，秘魯的海岸岩磐，長 1,100 公里（680 英里），寬 50 公里（31 英里）。它們通常由富含二氧化矽的岩漿形成，很少含輝長岩或其他富含鎂鐵質礦物的岩石但一些岩磐幾乎完全由斜長岩組成。
岩盆是具有碟形的一侵入體，有點類似於倒置的岩蓋，但它們更大，所以冷卻非常緩慢，這會產生一種異常的礦物分離，稱為層狀侵入岩.
層狀侵入岩（英語：Layered intrusions）
是大型的岩床狀火成岩，具有垂直方向的分層或成分和質地的差異。這侵入岩的面積可以達到數公里，覆蓋範圍從大約 100 平方公里（39 平方英里）到超過 50,000 平方公里（19,000 平方英里），厚度從幾百米到超過一公里（3,300 英尺）不等。 雖然大多數層狀侵入岩的年齡是太古宙到元古代（例如，古元古代布什維爾德複合體Bushveld complex),），其他年齡亦有，例如格陵蘭島東部的新生代 Skaergaard 層狀侵入岩或蘇格蘭的 Rum 層狀侵入岩 。儘管大多數成分為超鎂鐵質至鎂鐵質，但格陵蘭島的 Ilimaussaq 層狀侵入岩體是一種鹼性質。

## 參閱
- 噴出岩